# عالم ما بعد أمريكا
عالم ما بعد أميركا (بالإنجليزية: The Post-American World) عالم ما بعد أميركا هو كتاب واقعي للصحافي الأميركي فريد زكريا. وقد نشر في عدة أشكال كغلاف فني وأوديوبووك (كتاب صوتي) كذلك في أوائل مايو 2008 وأصبحت متاحا بشكل غلاف عادي مايو 2009 في وقت مبكر. في هذا الكتاب، يجادل زكريا ويشكر الإجراءات التي اتخذتها الولايات المتحدة في نشر الديمقراطية الليبرالية في جميع أنحاء العالم، ويوضح بإن بلدانا أخرى تتنافس الآن مع الولايات المتحدة من حيث القوة الاقتصادية والصناعية والثقافية. في حين أن الولايات المتحدة لا تزال غالبة من حيث القوة السياسية والعسكرية، فإن بلدانا أخرى مثل الصين والهند أصبحوا لاعبين عالميين في العديد من المجالات. وعلق المراجعون والنقاد على أن أسلوب كتابة زكريا كان ذكي وحاد، ومع ذلك كان أسلوب مفهوم وفي متناول الجمهور العام. وكتب أيضا بعض المقيمين أن الكتاب كان مماثلا لمقال موسع بالمقارنة مع أسلوب كتاباته الصحفية.